# Gladewater
Gladewater is een plaats (city) in de Amerikaanse staat Texas, en valt bestuurlijk gezien onder Gregg County en Upshur County.

## Demografie
Bij de volkstelling in 2000 werd het aantal inwoners vastgesteld op 6078.
In 2006 is het aantal inwoners door het United States Census Bureau geschat op 6319, een stijging van 241 (4.0%).

## Geboren
- Joe R. Lansdale (1951), schrijver

## Geografie
Volgens het United States Census Bureau beslaat de plaats een oppervlakte van
31,5 km², waarvan 30,1 km² land en 1,4 km² water. Gladewater ligt op ongeveer 125 m boven zeeniveau.

## Plaatsen in de nabije omgeving
De onderstaande figuur toont nabijgelegen plaatsen in een straal van 12 km rond Gladewater.